# Zajíc tmavoocasý
Zajíc tmavoocasý (Lepus californicus), známý také jako zajíc černouchý nebo zajíc kalifornský, je druh zajíce běžný v západních Spojených státech a Mexiku, kde se vyskytuje v nadmořských výškách až do 3 000 m. Měří okolo 50 až 60 cm a váží 1,3 až 3,1 kg a je jedním z největších severoamerických zajíců. Zajíci tmavoocasí obývají křovinaté a travnaté oblasti. Jejich rozmnožování závisí na lokalitě; obvykle vrcholí na jaře, ale v teplém podnebí může probíhat po celý rok. Mláďata se rodí plně osrstěná s otevřenýma očima; jsou dobře maskovaná a pohyblivá během několika minut po narození, takže samice je nechrání a ani se u nich nezdržují, s výjimkou kojení. Průměrná velikost vrhu se pohybuje kolem čtyř, ale v teplých oblastech mohou být i dvě až sedm. 

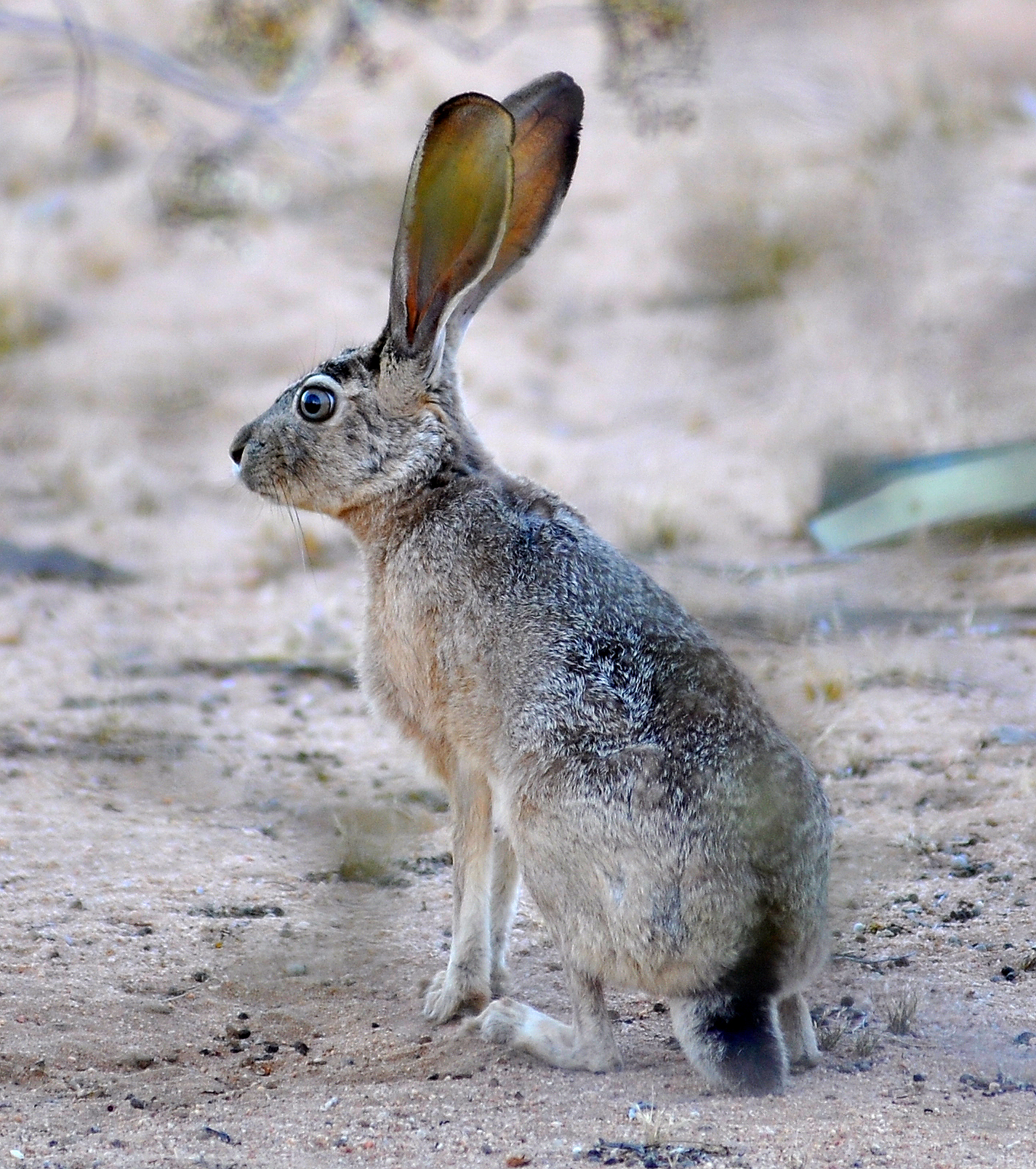
Zajíc tmavoocasý v sedu

V zimě zajíc tmavoocasý nemigruje ani nehibernuje a celoročně využívá stejné teritorium o rozloze 1 až 3 km2. Jeho potravu tvoří různé keře, malé stromky, trávy a byliny. Keře obvykle tvoří většinu jejich stravy na podzim a přes zimu, zatímco trávami a bylinami se živí na jaře a na začátku léta, ale struktura a druhy rostlin se liší v závislosti na klimatu. Zajíc tmavoocasý je důležitou kořistí dravců a šelem, jako jsou orli, jestřábi, sovy, kojoti, lišky a kočkovité šelmy. Je hostitelem mnoha ektoparazitů včetně blech, klíšťat, vší a roztočů; z tohoto důvodu se lovci jeho lovu často vyhýbají.

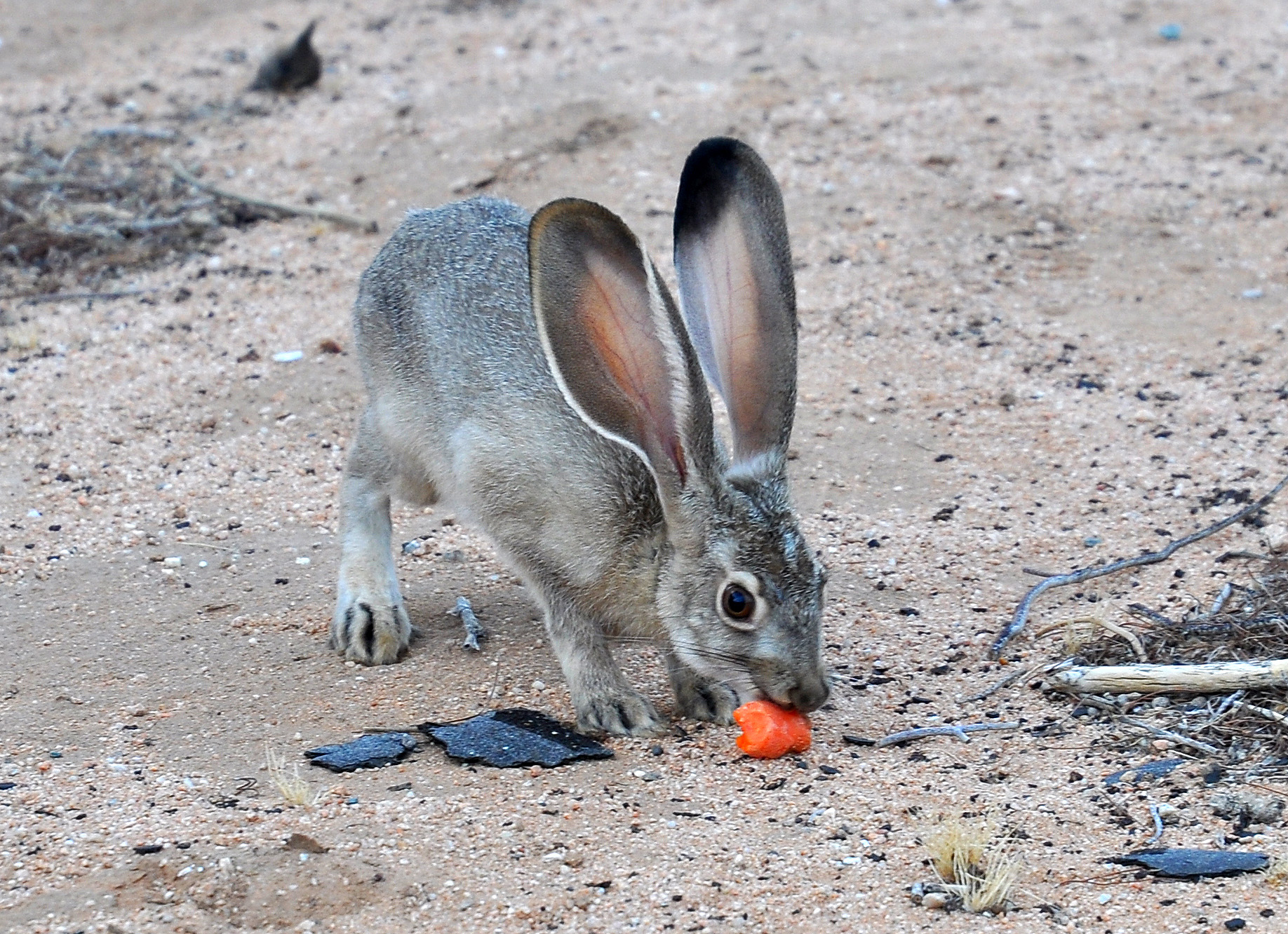
Mladý zajíc tmavoocasý krmící se mrkví v kalifornské Mohavské poušti

## Popis
Stejně jako ostatní zajíci má i zajíc tmavoocasý výrazné dlouhé uši a dlouhé silné zadní nohy, které jsou pro zajíce charakteristické. Měří 47 až 63 cm a váží 1,3 až 3,1 kg, ocas je dlouhý 5 až 11 cm a uši 10 až 13 cm. Větší než on jsou v Severní Americe zajíc ušatý, zajíc prériový, zajíc polární a zajíc tundrový. Hřbetní srst zajíce tmavoocasého je agutiová (tmavě hnědá s černými konečky) a spodní a vnitřní strany nohou jsou krémově bílé. Uši jsou zevnějšku s černými konci a uvnitř jsou bez pigmentu. Spodní strana ocasu je šedá až bílá, černá vrchní strana ocasu pokračuje několik centimetrů vzhůru po hřbetě a tvoří krátký černý pruh. Samice jsou větší než samci, bez dalších výrazných rozdílů. 

## Taxonomie a rozšíření
Ačkoliv je uznáváno 17 poddruhů, může být toto číslo příliš velké. Pomocí shlukové analýzy anatomických znaků Dixon a další zjistili, že se poddruhy zajíce tmavoocasého dělí na dvě odlišně skupiny, které jsou geograficky odděleny na západ a na východ od Skalistých hor a řeky Colorado. Navrhli, že platné jsou pouze dvě subspecie: západní poddruh L. c. californicus a východní poddruh L. c. texianus.
Zajíc tmavoocasý je nejrozšířenějším druhem zajíce (rod Lepus) v Severní Americe. Původní populace se vyskytují v rozmezí od středního Washingtonu na východ po Missouri a na jih po Baja California Sur a Zacatecas. V současné době se rozšíření zvětšuje směrem na východ Velkých planin na úkor zajíce prériového. Zajíc tmavoocasý byl úspěšně introdukován na jihu Floridy a podél pobřeží Marylandu, New Jersey a Virginie.
Na poloostrově Baja California se vyskytuje šest poddruhů, z nichž tři se endemitně vyskytují na okolních ostrovech. Současné rozšíření je důsledkem zvýšení hladiny moře zhruba před 21 000 lety, po poslední době ledové. Díky této geografické izolaci lze současné poddruhy L. californicus žijící na poloostrově rozdělit do tří podskupin na základě podobné struktury DNA a zbarvení pesíkú. První skupina je spojena s poddruhem L. c. xanti a zahrnuje všechny poddruhy vyskytující se v nejjižnější části poloostrova Baja; má nažloutlé zbarvení. Druhá skupina je spojena s poddruhem L. c. magdalenae a zahrnuje všechny poddruhy vyskytující se mezi La Pazským průlivem a jižní částí pouště Vixcaino, včetně poddruhů L. c. xanti, L. c. sheldoni a L. c. martirensis. Tato skupina má škálu zbarvení od světle hnědé po žlutou. Třetí skupina je spojena s poddruhem L. c. martirensis a zahrnuje všechny poddruhy vyskytující se od pouště Viscaino až po nejsevernější část poloostrova.
Rozšíření poddruhů vyskytujících se zcela nebo zčásti ve Spojených státech je:
- L. c. asellus (G. S. Miller)
- L. c. bennettii (Gray) – pobřeží jižní Kalifornie až po Baja California Norte
- L. c. californicus (Gray) – od pobřežního Oregonu po pobřežní a střední údolí Kalifornie
- L. c. curti (E. R. Hall)
- L. c. deserticola (Mearns) – jižní Idaho až Sonora
- L. c. eremicus (J. A. Allen) – střední Arizona až Sonora
- L. c. festinus (Nelson)
- L. c. magdalenae (Nelson)
- L. c. martirensis (J. M. Stowell)
- L. c. melanotis (Mearns) – Jižní Dakota až Iowa, Missouri a střední Texas
- L. c. merriami (Mearns) – jižní a jihovýchodní Texas až Tamaulipas
- L. c. richardsonii (Bachman) – střední Kalifornie
- L. c. sheldoni (W. H. Burt)
- L. c. texianus (Waterhouse) – jihovýchodní Utah a jihozápadní Colorado až Zacatecas
- L. c. wallawalla (Merriam) – východní Washington až severovýchodní Kalifornie a severozápadní Nevada
- L. c. xanti (Thomas)

## Rostlinná společenstva

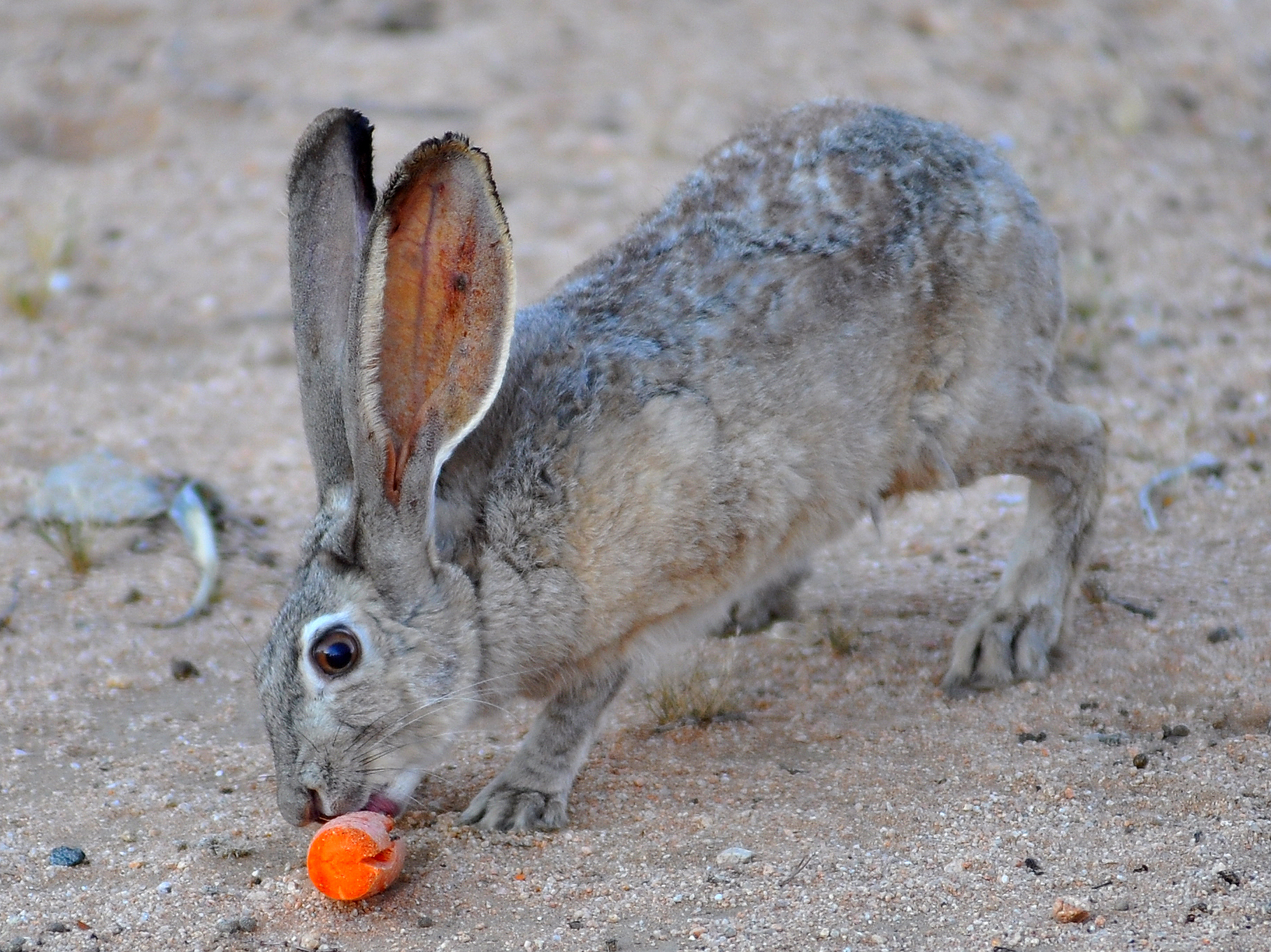
Postarší dospělý zajíc tmavoocasý při krmení

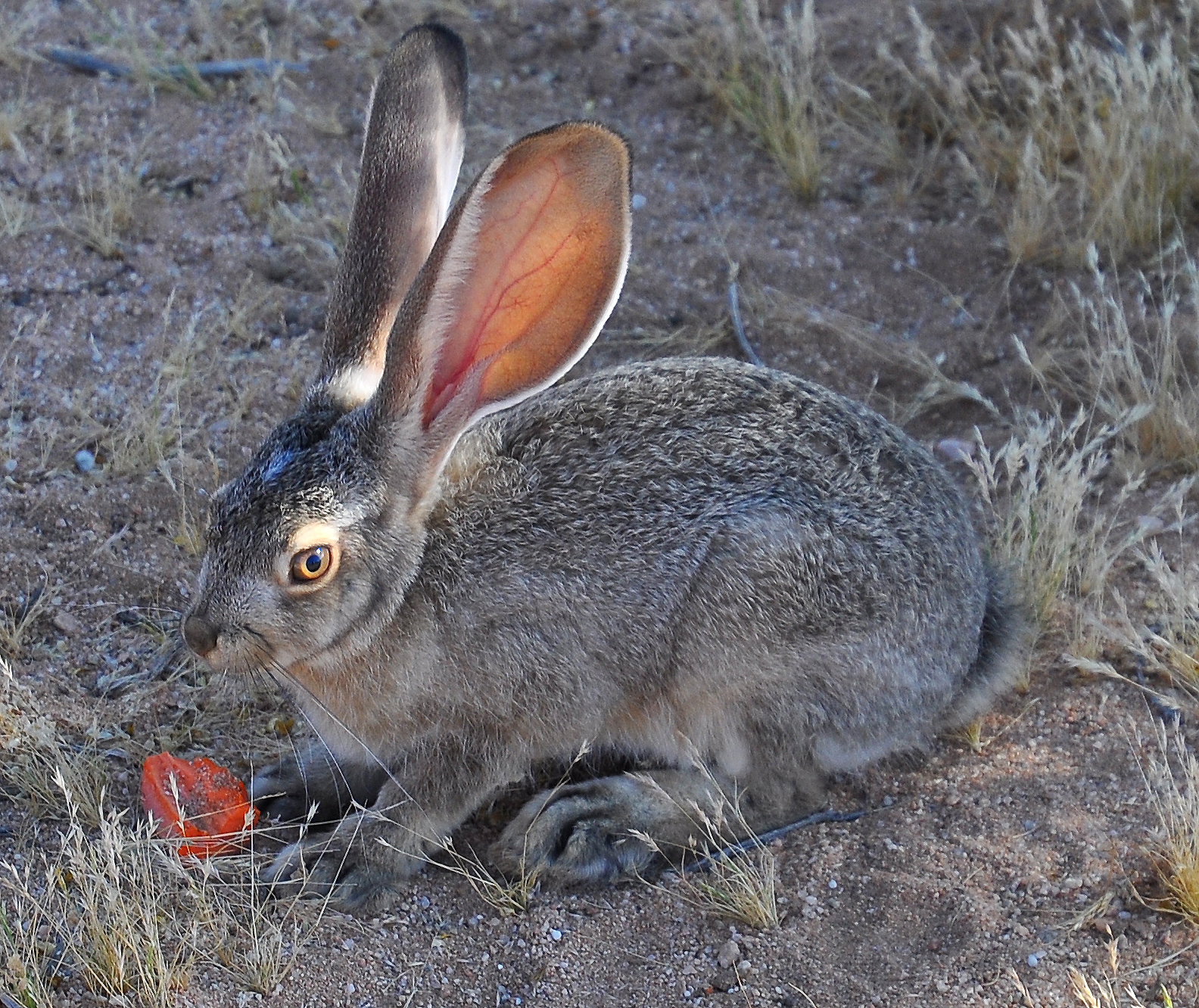
Dospívající zajíc tmavoocasý v Mohavské poušti, Kalifornie

Zajíc tmavoocasý obývá rostlinná společenstva se směsí keřů, trav a bylin. Dává přednost mozaice keřů a bylin před čistými porosty keřů nebo bylin. Populace zajíce tmavoocasého jsou běžné v porostech pelyňku (Artemisia spp.), larey trojzubé (Larrea tridentata) a dalších pouštních křovinatých porostech; v palouse, nízkých a smíšených travnatých prériích, na pouštních loukách, v otevřených chaparralech, v dubových (Quercus spp.), piniových (Pinus spp.) a jalovcových (Juniperus spp.) lesích; a jehličnatých lesích nízké až střední nadmořské výšky v raném stádiu (procházejících sukcesí). Běžně se vyskytuje také na polích a v jejich blízkosti, zejména na polích s vojtěškou (Medicago sativa).

## Způsob života

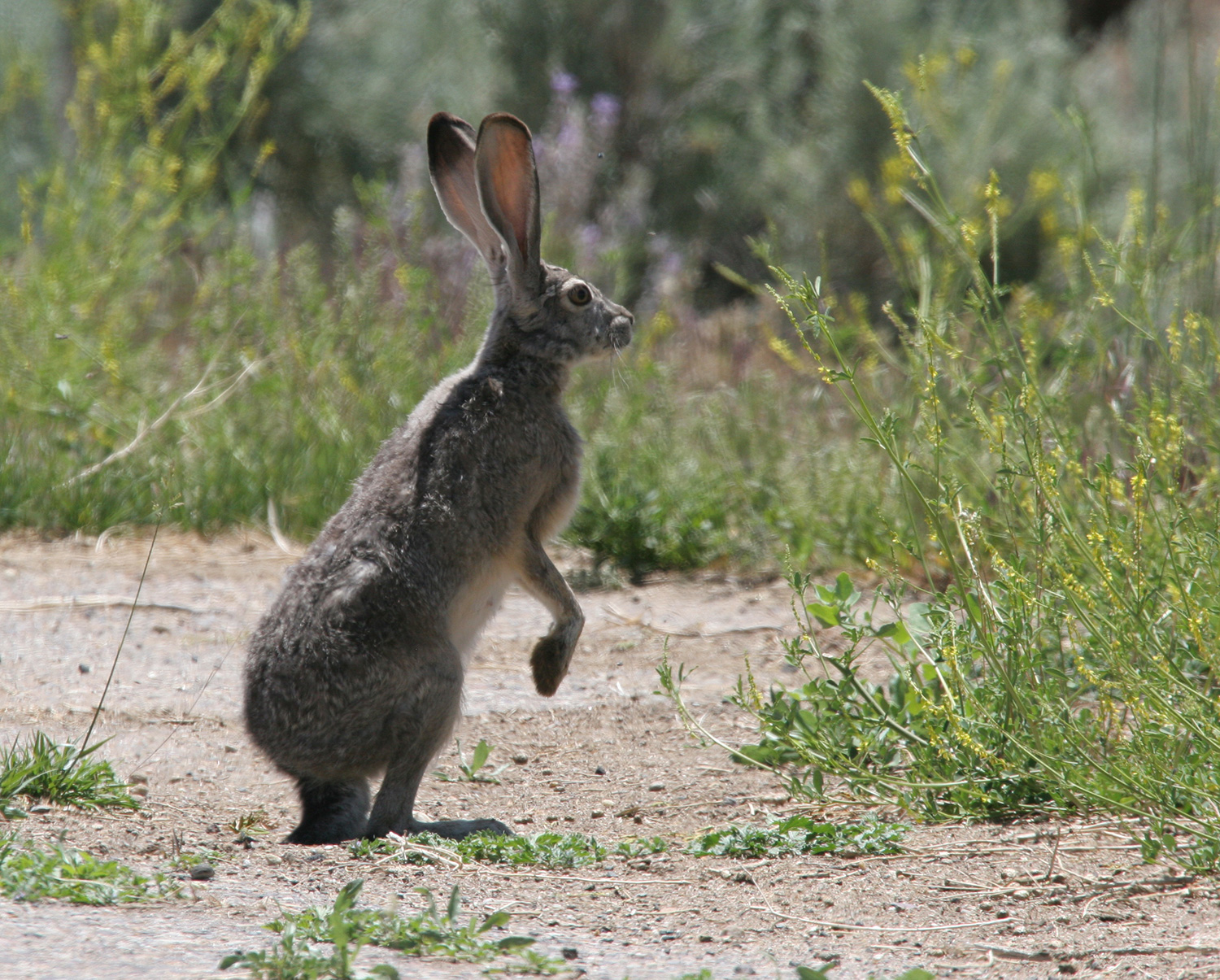
Typická pozice při vyplašení

Samci zajíce tmavoocasého dosahují pohlavní dospělosti kolem 7. měsíce věku. Samice se obvykle rozmnožují na jaře druhého roku života, i když se samice narozené na jaře nebo začátkem léta mohou rozmnožit i v prvním roce života. Ovulace je vyvolána kopulací. Období rozmnožování je proměnlivé v závislosti na zeměpisné šířce a faktorech prostředí. V severní části svého rozšíření v Idahu se zajíci tmavoocasí rozmnožují od února do května. V Utahu se rozmnožují od ledna do července, přičemž více než 75 % samic zabřezne do dubna. V Kansasu se období rozmnožování protahuje od ledna do srpna, v teplých klimatických oblastech pokračuje rozmnožování téměř celoročně. V Kalifornii,[ Arizoně a Novém Mexiku se objevují dvě vrcholná období rozmnožování odpovídající množství srážek a růstu mladé vegetace. Například v Arizoně období rozmnožování vrcholí během zimních (leden–březen) dešťů a poté během červnových monzunů.
Doba březosti se pohybuje od 41 do 47 dní. Více mláďat se rodí v teplých klimatických oblastech: počet mláďat narozených každý rok se pohybuje od dvou za rok v Idahu až po sedm v Arizoně. Velikost vrhů je největší v severních částech areálu rozšíření zajíců tmavoocasých a směrem na jih se zmenšuje. Průměrná velikost vrhu je uváděna 4,9 v Idahu, 3,8 v Utahu a 2,2 v Arizoně.
Samice zajíce tmavoocasého si nepřipravují složité hnízdo. Rodí v mělkých prohlubních zvaných formy, které nejsou hlubší než několik centimetrů. Samice mohou formy před porodem vystlat srstí, některé však mláďata porodí do již existujících prohlubní na zemi bez další přípravy. Mláďata se rodí plně osrstěná s otevřenýma očima a jsou pohyblivá během několika minut po narození. Samice mláďata nechrání a ani s nimi nezůstávají, s výjimkou kojení. Doba odstavu a osamostatnění mláďat je nejasná, protože jsou dobře maskovaná a v terénu jsou pozorována jen zřídka. V zajetí jsou zajíci tmavoocasí plně odstaveni v 8 týdnech. Mláďata spolu zůstávají nejméně týden po opuštění formy.

## Preferované prostředí

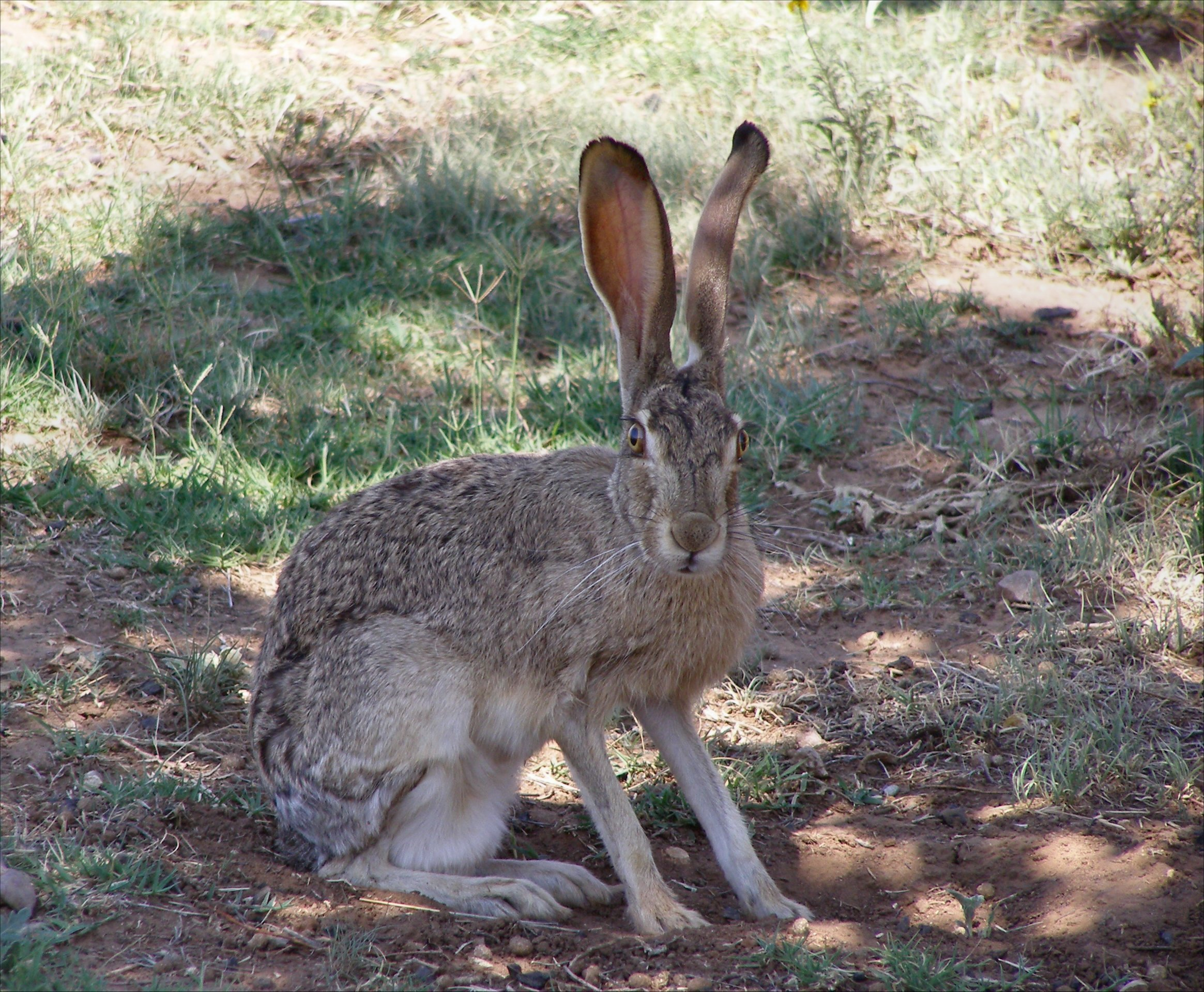
Zajíc tmavoocasý v Texasu, chladící se ve stínu za horkého letního dne

Zajíc tmavoocasý může obývat širokou škálu prostředí, pokud mají rozmanitost druhů rostlin. Jako potravu vyžaduje směsi trav, bylin a keřů a jako úkryt keře nebo malé stromy. Dává přednost mírně otevřeným plochám bez hustého podrostu a jen zřídka se vyskytuje v uzavřených porostech. Například v Kalifornii se vyskytuje hojně v otevřeném šáchorovitém (Ademostoma fasciculatum) a Ceanothus ssp. chaparralu s travinami, ale neobsazuje uzavřené chaparraly. Podobně se vyskytuje i na mýtinách a v raných jehličnatých lesích, ale ne v uzavřených jehličnatých lesích.
V zimě zajíc tmavoocasý nemigruje ani nehibernuje; celoročně využívá stejné stanoviště. Denní přesuny dlouhé 3–16 km probíhají z křovinatých porostů ve dne do otevřených krmných oblastí v noci. Plocha domovského okrsku se liší v závislosti na prostředí a jeho kvalitě. Ve společenstvech pelyňku trojzubého (Artemisia tridentata) a Sarcobatus vermiculatus v severním Utahu byly zaznamenány domovské okrsky o rozloze 1 až 3 km2.
Pro úkryt, hnízdění a ochranu před teplem vyžadují zajíci tmavoocasí keře nebo malé jehličnany a pro noční krmení travnaté plochy. Mozaika keřů a travin nebo široce rozmístěných keřů proložených bylinami poskytuje úkryt a zároveň potravní možnosti. Malé keře neposkytují dostatečný úkryt. V národní chráněné oblasti Snake River Birds of Prey v jihozápadním Idahu se zajíci tmavoocasí vyskytovali častěji na lokalitách, kde převládal pelyněk trojzubý nebo Sarcobatus vermiculatus, než na lokalitách, kde převládaly menší keře bělostníku (Krascheninnikovia lanata) nebo Atriplex confertifolia. Zajíci tmavoocasí nory běžně nevyužívají, i když byli příležitostně pozorováni, jak opuštěné nory využívají k úniku a jako úkryt před teplem.

## Potravní návyky
Potrava zajíce tmavoocasého se skládá z keřů, malých stromů, trav a bylin. V průběhu roku se zajíci tmavoocasí živí většinou, ne-li všemi důležitými druhy rostlin ve společenstvu. Výběr rostlin může být více ovlivněn jejich růstovou fází a vlhkostí než druhem. Keře obecně tvoří většinu podzimní a zimní stravy, zatímco trávy a byliny jsou využívány na jaře a počátkem léta. Tento vzorec se liší v závislosti na klimatu: byliny jsou spásány v období zelenání, kdy jsou rostliny v předreprodukčním až raném reprodukčním stadiu, a keře jsou více využívány v suchých obdobích roku. Keře jsou však spásány po celý rok. Většina vody v těle zajíce je nahrazena spásáním vegetace bohaté na vodu. Aby zajíc splnil denní potřebu příjmu vody, musí být hmotnost vody v rostlině alespoň pětinásobkem její suché hmotnosti. Proto zajíci tmavoocasí přecházejí na kreatofytní (hlubokokořenné) keře, zatímco se bylinná vegetace obnovuje po jejich spásání.
Rostlinné druhy využívané zající tmavoocasými jsou pro pouštní oblasti dobře zdokumentovány. Využívání píce v jiných oblastech je méně známé. Zajíci tmavoocasí však spásají i semenáče douglasky tisolisté (Pseudotsuga menziesii), borovice těžké (Pinus ponderosa), borovice kleče (P. contorta) a jedlovce západního (Tsuga heterophylla) a semenáče a výhonky dubů (Quercus spp.).

### Velká pánev
Ve Velké pánvi je pelyněk trojzubý hlavním krmným druhem a využívá se po celý rok; v jižním Idahu tvoří 16–21 % letní potravy zajíce tmavoocasého. Hojně se využívá také zlatokeř (Chrysothamnus spp.), chmelovník trnitý (Spinosa šedá) a Sarcobatus vermiculatus. V západní Nevadě je hojně využíván Atriplex canescens. V okrese Butte v Idahu tvoří 41 % roční potravy zajíců tmavoocasých bělostník. Trávy tvoří 14 % potravy, přičemž nejvíce trávy je zkonzumováno v březnu a dubnu. Důležitou složkou potravy je slanobýl obecný (Salsola kali). Mezi preferované trávy patří Stipa comata a Oryzopsis hymenoides. K dalším preferovaným původním travám patří Poa secunda a Pseudoroegneria spicata. Tam, kde jsou k dispozici, jsou velmi preferovány Agropyron desertorum a Agropyron cristatum a ječmen setý (Hordeum vulgare). Využívání sveřepu střešního (Bromus tectorum) je proměnlivé: na dvou lokalitách v jižním Idahu tvoří 45 % potravy v dubnu, ale na lokalitě ve východním Washingtonu jej zajíci tmavoocasí nevyužívají.

### Teplé pouště
V teplých pouštích jsou hlavními druhy potravy naditec (Prosopis spp.) a larea trojzubá (Larrea tridentata), dále se využívá Gutierrezia sarothrae a Yucca spp. Ve společenstvech Prosopis glandulosa var. glandulosa v Novém Mexiku tvořily celkovou potravu zajíce tmavoocasého ze 47 % keře, 22 % trávy a 31 % byliny. Bouteloua spp., opadavec (Sporobolus spp.), Erioneuron pulchellum a trojzubec (Aristida spp.) jsou nejčastěji spásané trávy. Důležitými bylinami jsou Croton pottsii, lilek hlošinolistý (Solanum elaeagnifolium), Baileya multiradiata, Psilostrophe tagetina a sferalcea (Sphaeralcea spp.), spásá se však i mnoho dalších druhů bylin. Opuntia spp., saguaro (Carnegiea gigantea) a další kaktusy jsou využívány po celý rok, ale jsou důležité zejména v suchých obdobích jako zdroj vláhy.

## Predátoři

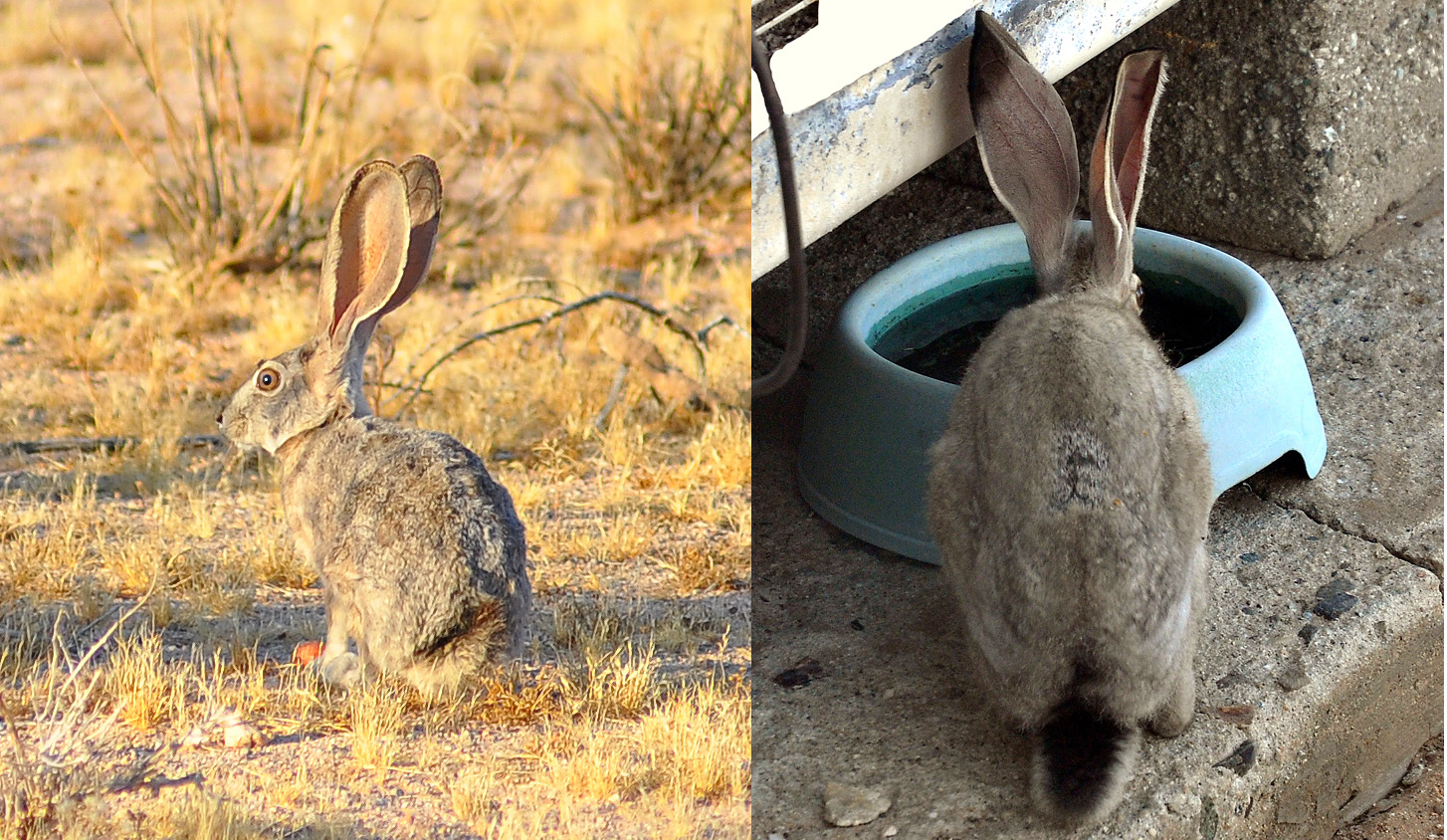
Žíznivý zajíc tmavoocasý v Mohavské poušti ucítil vodu poblíž lidského pozemku a riskoval cestu na pozemek, aby se napil vody z psí misky pod mlžidlem

Zajíc tmavoocasý je významnou kořistí mnoha dravců a šelem. Zajíc tmavoocasý a sysel Townsendův (Spermophilus townsendii) jsou dva nejvýznamnější druhy kořisti v národní chráněné oblasti Snake RIver Birds of Prey. Mezi káňata, která loví zajíce tmavoocasého, patří káně královská (Buteo regalis), káně pestrá (Buteo albicaudatus), káně bělohrdlá (B. swainsoni) a káně rudoocasá (B. jamaicensis). Na lokalitách v Idahu a Utahu je zajíc tmavoocasý hlavní kořistí káněte bělohrdlé, káněte rudoocasé a káněte královské. Mezi další dravce, kteří konzumují zajíce tmavoocasého, patří výr virginský (Bubo virginianus), sýček králičí (Athene cunicularia), orel skalní (Aquila chrysaetos) a orel bělohlavý (Haliaeetus leucocephalus). Mezi reprodukčním chováním orla skalního a zajíce tmavoocasého existuje významná korelace.[11] V Coloradu a jihovýchodním Wyomingu tvoří zajíci tmavoocasí 9 % potravy hnízdících orlů skalních. V Arizoně a Novém Mexiku tvoří zajíci a králíci (Sylvilagus spp.) dohromady 9 % potravy orlů bělohlavých zimujících ve státních lesích.
Mezi predátory z třídy savců patří kojot prérijní (Canis latrans), rys červený (Lynx rufus), rys kanadský (Lynx canadensis), pes domácí (Canis lupus familiaris), kočka domácí (Felis silvestris catus), liška obecná (Vulpes vulpes), liška šedá (Urocyon cinereoargenteus), jezevec americký (Taxidea taxus), vlk obecný (Canis lupus) a puma americká (Puma concolor). V mnoha oblastech je zajíc tmavoocasý hlavní složkou potravy kojotů. Lokálně a regionálně je významný i pro další predátory z třídy savců. Jedna studie zjistila, že v Utahu a Nevadě tvoří zajíci 45 % potravy rysů. Jiná studie z Utahu a Nevady zjistila, že jsou zající čtvrtou nejčastěji konzumovanou kořistí pum.
Chřestýši (Crotalus spp.) a užovky proužkované (Thamnophis sirtalis) loví mláďata zajíců tmavoocasých, mývalové (Procyon lotor) a skunkové pruhovaní (Mephitis mephitis) je mohou také lovit.

## Parazité a nemoci
Zajíci tmavoocasí jsou hostiteli mnoha ektoparazitů, včetně blech, klíšťat, vší a roztočů, a mnoha endoparazitů, včetně motolic, tasemnic, hlístic a larev střečků (Cuterebra). Mezi nemoci, které postihují zajíce tmavoocasého na západě patří tularémie, koňské encefalomyelitidy, brucelóza, Q horečka a skvrnitý tyfus Skalistých hor. Klíšťata jsou přenašeči tularémie a na západě byla u zajíců nalezena infikovaná klíšťata. Tularemií nakažení zajíci velmi rychle hynou.
Vysoký výskyt onemocnění a parazitů u divokých zajíců ovlivňuje lidskou predaci. Mnozí lovci zastřelené zajíce nesbírají a těm, kteří tak činí, se doporučuje, aby při manipulaci s kadávery nosili rukavice a maso důkladně tepelně upravili, aby se nenakazili tularémií. Většina zajíců se loví za účelem hubení škůdců nebo pro sport.